# Karl Müller (Politiker, 1884)
Karl Müller (* 29. Juli 1884 in Süchteln; † 18. April 1964 in Bonn) war ein deutscher Politiker (Zentrum, später CDU).

## Leben und Beruf
Nach seinem Abitur 1906 studierte Müller Volkswirtschaft und Geschichte an den Universitäten Bonn und Münster. In Bonn wurde er 1906 Mitglied der katholischen Studentenverbindung KDStV Ripuaria Bonn. 1913 promovierte er an der Universität Jena. Müller war seit 1918 als Syndikus tätig. Er erhielt 1921 seine Ernennung zum Direktor der Landwirtschaftskammer Rheinland, wurde aber nach der Machtübernahme der Nationalsozialisten aus dieser Funktion entlassen. Von 1933 bis 1940 arbeitete er im Großhandel und von 1940 bis 1945 fungierte er als Leiter einer Vermögensverwaltung sowie als Leiter eines landwirtschaftlichen Betriebes. Aus politischen Gründen wurde er in den Jahren 1933 und 1943 jeweils kurzzeitig verhaftet.
Nach dem Kriegsende leitete Müller 1945/46 die Abteilung Ernährung und Landwirtschaft im Oberpräsidium der Provinz Nordrhein. Außerdem war er Vorsitzender der Wirtschaftlichen Vereinigung Zucker.
Partei

Müller trat 1908 in die Zentrumspartei ein. Nach 1945 beteiligte er sich am Aufbau der CDU.
Abgeordneter

Müller war 1946/47 Mitglied des ersten und zweiten Ernannten Landtages von Nordrhein-Westfalen. 1947 wurde er dann in den ersten frei gewählten Landtag gewählt, dem er bis 1950 angehörte. Hier war er von 1947 bis 1949 stellvertretender Vorsitzender der CDU-Fraktion. 1947/48 war er auch Mitglied des Zonenbeirates der britischen Besatzungszone. Dem Deutschen Bundestag gehörte er seit dessen erster Wahl 1949 bis 1957 an. Er vertrat den Wahlkreis Geilenkirchen – Erkelenz – Jülich im Parlament. Vom 12. Oktober 1950 bis 1953 war er stellvertretender Vorsitzender des Bundestagsausschusses für Ernährung, Landwirtschaft und Forsten. Von 1953 bis 1957 war er Vorsitzender des Arbeitskreises für Wirtschafts- und Landwirtschaftsfragen der CDU/CSU-Fraktion.

## Öffentliche Ämter
Vom 22. November bis zu seinem Rücktritt am 25. November 1922 war Müller kurzzeitig Reichsernährungsminister im Kabinett Cuno.